# Annie Vitelli
Annie Vitelli (* 1837 in London, England; † 18. Juni 1917 in Melbourne, Victoria, Australien) war eine australisch-neuseeländische Sängerin, Entertainerin und Theaterproduzentin.

## Frühes Leben
Ann Day wurde 1837 als Tochter der Eheleute Margaret Tilley und dem Kaufmann Francis John Day in London geboren. Ann wurde dort am 7. Mai des Jahres getauft. Über ihre Kindheit und Schulbildung ist nichts bekannt, auch nicht, wann die Familie genau nach Australien auswanderte.
Während Ann in Melbourne am Melbourne Mechanics' Institute studierte, traf sie Giovanni Whittle Vitelli, der sich als Gesangslehrer ausgab und behauptete, Chorleiter an der St. George's Chapel in Windsor, England gewesen zu sein. In Wirklichkeit war er Engländer und hieß mit bürgerlichem Namen John Whittle und war in England bereits einige Male mit dem Gesetz in Konflikt gekommen.

## Karriere als Sängerin
Sie heirateten am 4. Juli 1855 und bekamen ein Kind, das im Säuglingsalter starb. Nach dem Tod ihres Mannes, der am 20. April 1859 verstarb, begann sie als Annie Vitelli, wie sie sich nun nannte, eine Karriere als Sängerin an verschiedenen Theatern in Bendigo, Victoria. Hier traf sie auf den Sänger, Entertainer und Songwriter Charles Robert Thatcher, den sie am 8. Februar 1861 im Stadtteil Newtown der Stadt Geelong in Victoria heiratete. Ihren Künstlernamen behielt sie vorerst bei. Aus der Ehe gingen zwei Kinder hervor, die jeweils am 28. Juli 1862 in Christchurch und am 5. September 1864 in Wellington geboren wurden.
In den folgenden zehn Jahren verdienten sie ihren Lebensunterhalt als reisende Sänger auf allen wichtigen Goldfelder Victorias und von März 1862 bis August 1863, von Dezember 1863 bis November 1865 und Juni 1869 bis Mai 1870 jeweils auf Touren durch Neuseeland. Während ihr Mann zumeist satirische Lieder vortrug, ergänzte Annie das Programm durch ihre mit einer Mezzosopran-Stimme vorgetragenen Balladen. Auch sangen sie gemeinsam in Duett aus Kompositionen ihres Mannes und traten auch auf Benefizveranstaltungen auf.
1870 reiste die Familie nach England und ließ sich in London nieder. Dort begannen sie Antiquitäten und Kuriositäten aus Europa und Asien zu sammeln und zu verkaufen. Als ihr Mann auf einer Reise nach China am 17. September 1878 in Shanghai an Cholera verstarb, war Annie schon seit einigen Jahren wieder zurück in Australien. Dort trat sie 1871 erstmals unter dem Namen Lydia Howarde wieder auf und tourte anschließend mit einer eigenen Theater- und Burlesque-Gruppe durch Australien und Neuseeland. Nach ihrem Rückzug von Auftritten auf der Bühne unterrichtete sie in Gesang, zunächst in Sydney und später unter dem Namen Mrs. Charles Thatcher in Melbourne. Auch als Lehrer und Theaterdirektor blieb sie der Bühne erhalten. Sechs Monate vor ihrem Tod produzierte sie noch im Alter von 80 Jahren das Comedy-Stück „The Accidental Honeymoon“ für das King’s Theatre in Melbourne.
Am 18. Juni 1917 verstarb sie in Melbourne, unter welchem Namen ist nicht bekannt.